# 脳動脈瘤
脳動脈瘤（のうどうみゃくりゅう、英語: cerebral aneurysm）とは、ヒトの脳内部で、何らかの理由で動脈の血管壁に脆弱性が発生したために、血管壁が瘤状に変化した病変である。その大きさは、1 mm程度の微小な物も有れば、25 mmを超えて巨大脳動脈瘤と呼ばれる物まで存在する。

## 病態
静脈とは異なり、主に心臓によって付与された圧力が強く負荷される動脈は、少なくとも、内側から血管内皮細胞、中膜、さらに、それを包む外膜と、3層以上の構造体が見られる。もし脳で、これらが全て一気に破れた場合には脳出血が発生する。これに対して、何らかの理由で、これらの構造体の一部が失われると、特に動脈の強度を保つために重要な中膜が失われると、動脈内の血液の圧力に耐え切れず、次第に膨らみ動脈瘤が発生し得る。これが脳で発生したのが、脳動脈瘤である。
脳動脈瘤が発生する数は1つとは限らず、約2割の確率で、頭蓋内に複数の動脈瘤が発見される。
動脈瘤の部分の血管壁は、基本的に中膜を欠いているために、正常な動脈の血管壁と比べて破綻し易く、その場所で破裂して、そこから出血が発生し易い。なお、破裂していない脳動脈瘤は、未破裂脳動脈瘤と呼ばれる。脳の場合は、そこで出血すると深刻な影響が発生し得るため、発見された未破裂脳動脈瘤が、その後、どのように変化するかについて興味が持たれ、盛んに疫学研究が行われてきた。
なお、多くの脳動脈瘤はクモ膜下腔に形成されるので、これが何らかのきっかけで破裂すれば、クモ膜下出血が発生する。クモ膜下出血の原因として最多なのが、この部位にできた脳動脈瘤の破裂だと言われる。

### 一般的な脳動脈瘤の好発部位

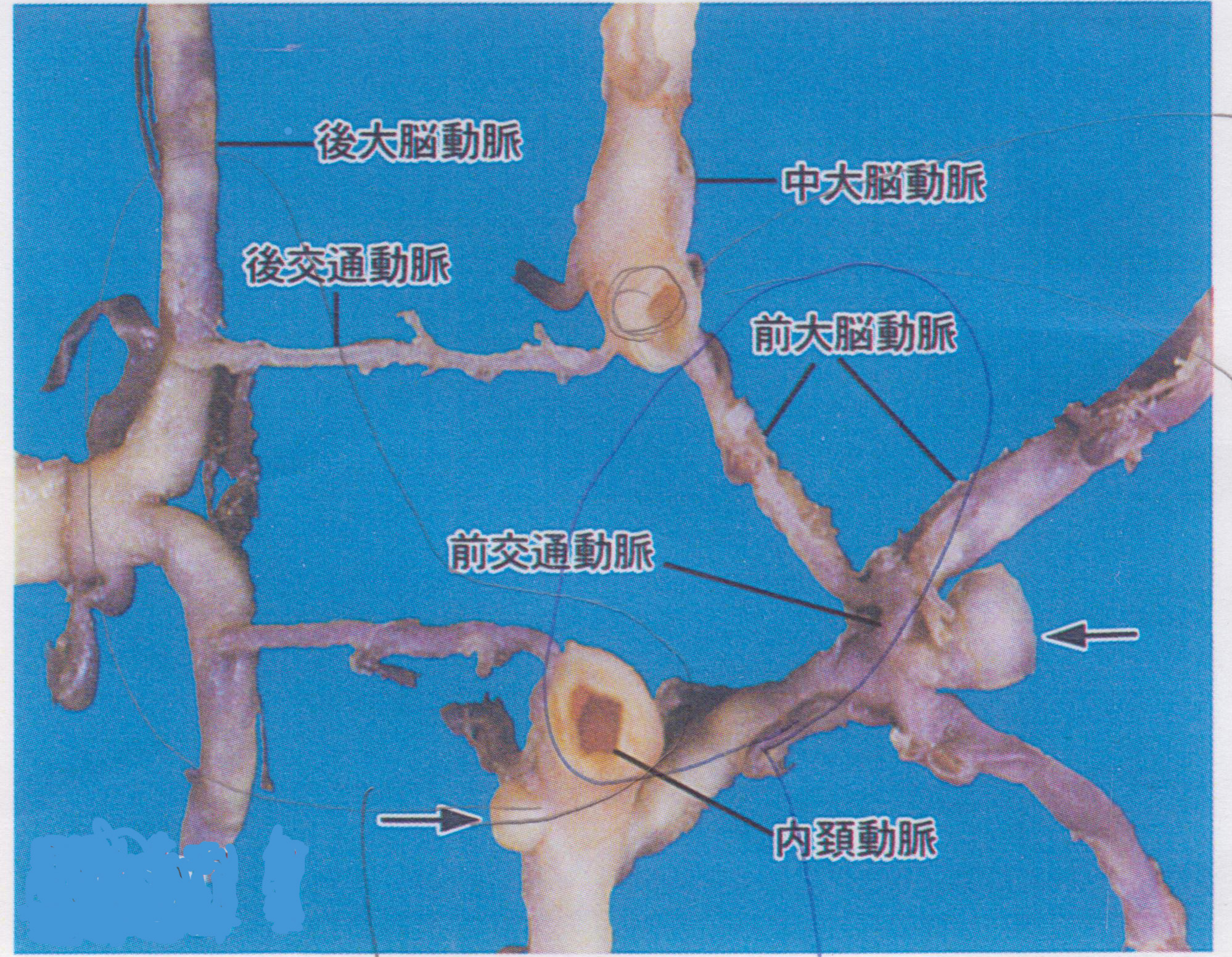
大脳動脈輪（ウイリス動脈輪）と、脳動脈瘤の好発部位。

脳に動脈瘤が形成される確率の高い部位とは、動脈が分岐している場所である。したがって、大脳動脈輪（ウイリス〈Willis〉動脈輪）の分岐部に、特に形成され易い。
- 内頸動脈後交通動脈分岐部 (IC-PC)
- 前交通動脈 (A-com)
- 中大脳動脈第1分岐部 (MCA)
- 脳底動脈終末部 (basilar top)

### 原因
先天的な血管の奇形で、中膜の欠損が存在していた状態で、内弾性板の断裂が加わり、そこに血圧の負荷が加わった結果、次第に嚢状に膨らみ、動脈瘤が形成されると考えられている。これには、また遺伝的要因も否定できず、疫学研究の結果によれば、脳動脈瘤の家族歴が有る場合は、その発症の確率が高まると言われている。

### 症状
脳動脈瘤が破裂しない限りは、原則として無症状である。
ただし、脳動脈瘤が脳神経や脳の神経細胞などを圧迫した結果、それに応じた症状が出る場合もある。
例えば、内頸動脈と後交通動脈分岐部に発生した脳動脈瘤や、脳底動脈と上小脳動脈分岐部に生じた脳動脈瘤では、動脈瘤による圧迫で、同側の動眼神経に麻痺をきたす。なお、これらの脳動脈瘤が原因の動眼神経麻痺が出現してきた場合は、動脈瘤の破裂が切迫してきた状態と考え、早期に治療が必要と言われる。動脈瘤が大きい程に、破裂の危険性も高く、そして動脈瘤が大きい程に、このような圧迫が起き易いためである。
なお、最大径が25 mm以上の、いわゆる巨大脳動脈瘤と言われるサイズにまで膨らむと、動脈瘤の部位に応じた圧迫症状が出てくる事が普通である。 
一方で、脳動脈瘤が破裂すると、頭蓋内出血の症状が出てくる。

## 特殊な脳動脈瘤
特殊な原因で発生する脳動脈瘤として、細菌性脳動脈瘤や外傷性脳動脈瘤が挙げられる。なお外傷性脳動脈瘤は、受傷後、暫くしてから破裂し、急激な転帰を辿る場合が見られるため、注意が必要である。
- 細菌性脳動脈瘤

細菌に感染した事が原因で発生した脳動脈瘤である。起因菌は、連鎖球菌やブドウ球菌である場合が、ほとんどである。
原因疾患としては細菌性心内膜炎が大部分であり、血液培養で陽性を示す。なお、敗血症、細菌性髄膜炎、歯科的処置に合併する場合もある。
発生機序としては、感染源からの菌塞栓が血液中を循環して、脳末梢の血管壁に付着し、そこで血管壁の中膜や外膜に炎症反応が起こると壁の脆弱化が起こり、不整な形状の動脈瘤が形成される。
- 真菌性脳動脈瘤

真菌に感染した事が原因で発生した脳動脈瘤であった場合に、このように呼ばれる。
なお、細菌性脳動脈瘤と比較すると、その発生率は稀である。
- 外傷性脳動脈瘤

頭部に打撃が加わったせいで、脳内の動脈の中膜が破綻した、または、壊死したものの、外膜は保たれた場合などに発生する。閉鎖性頭部外傷や穿通性頭部外傷後に起こる場合がある。
このように外傷性脳動脈瘤は、外傷によって血管壁が直接損傷した結果の産物なので、好発部位も一般的な脳動脈瘤とは異なる。例えば、内頸動脈の前床突起部、海綿静脈洞部、前大脳動脈や中大脳動脈の末梢部などである。
また、やはり外傷によって血管壁が直接損傷した結果の産物なので、破裂率も4割から6割と高い。しかも、外傷後に次第に破れ易くなる場合もあり、受傷後1週間から2週間で破裂に至る場合もある。さらに、もしも破裂した場合には、死亡率が31-54%と高いため、破裂する前に、何らかの措置を講ずる必要性が高い。
なお、小児に脳動脈瘤が見られる症例は非常に稀だが、小児に見られた脳動脈瘤の4割程度が、この外傷性脳動脈瘤だとも言われる。つまり、他の脳動脈瘤とは、患者像も異なる。

## 診断
どのような原因で発生した脳動脈瘤であれ、基本的には画像診断が重視される。
- 磁気共鳴血管画像（MRA）

脳血管造影や3D-CTAと比較して、侵襲の少ない検査であり、放射線被曝の心配も無い。このため、いわゆる脳ドックでの脳動脈瘤スクリーニングに用いられる。
ただし、強力が磁場の中に被験者を置く必要があるため、例えば、過去の骨折の治療など、何らかの理由で体内に金属片が埋め込まれている場合には、これを行えない。
なお、MRIのT1強調画像、T2強調画像を比較すれば、動脈瘤内の血栓化の有無も確認できる。
- 3D-CTA (3D-CT angiography)

造影剤を静脈注射によって投与した上で、CTで撮像する検査である。したがって、被験者は比較的高線量のX線に被曝する。また、静脈注射が必要なため、MRAよりも侵襲は大きいと言える。
さらに、血液の造影剤は、比較的アレルギーを引き起こし易い薬物であるという問題も有る。ただ、これでも脳血管造影よりは、被験者にかかる負担は遥かに小さい。
- 脳血管造影

適切な場所の血管を切開し、そこからカテーテルを血管内に挿入して、脳までカテーテルを到達させる。そして、カテーテルから造影剤を流し、X線撮影する。3D撮影できる装置を使用する場合もある。このように、侵襲の大きい検査である。
かつて脳血管造影は、脳動脈瘤検査の基本とされてきた検査法であり、特に手術によって脳動脈瘤の治療を行う脳動脈瘤患者に対して、従来は必須の検査であった。しかし、検査に伴う侵襲の大きさと、カテーテルによる血管などの傷害のリスクが有る事と、造影剤によるアレルギーのリスクも有る事と、他の診断機器の進歩によって充分な画像診断が行えるようになったため、脳血管造影は、どうしても必要な場合のみに行うという方針の医師も多い。

## 未破裂脳動脈瘤の自然経過に関しての報告
画像診断によって発見された未破裂脳動脈瘤が、その後、どのような経過を辿るかについて、数々の疫学研究が行われてきた。以下に、その例を記載する。
- 国際未破裂脳動脈瘤研究（ISUIA, 2003）
  - 脳動脈瘤の破裂率に関して、前向き経過観察（1692例、2686瘤、平均4.1年、6544人・年）を行った研究である。
    - クモ膜下出血の既往のない7 mm以下の未破裂脳動脈瘤のうち、内頸動脈-後交通動脈瘤を除くウイリス（Willis）輪前方の動脈瘤は、ほとんど破裂しないと示された。後方循環の動脈瘤の破裂率は年間0.5％であった。
    - 脳動脈瘤のサイズが7-12 mmの場合、前方の動脈瘤は年間0.5％、後方の動脈瘤は年間2.9％の破裂率であった。
    - 脳動脈瘤のサイズが13-24 mmの場合、前方は年間2.9%、後方は年間3.7%の破裂率であった。
    - 脳動脈瘤のサイズが25 mm以上の場合、前方は年間8%、後方年間10%の破裂率であった。
- 日本での報告（日本破裂脳動脈瘤悉皆調査、Unruptured Cerebral Aneurysm Study; UCAS）
  - 日本脳神経外科学会が主体となって進めた、未破裂脳動脈瘤の自然歴に関する前向き調査である。
  - 調査結果は2012年6月に『ニューイングランド・ジャーナル・オブ・メディシン』誌で報告された。
  - 主な結果は以下の通りであった。
    - 1. 日本において治療されていない未破裂脳動脈瘤の破裂率は年0.95%であった。
    - 2. 破裂は小さな動脈瘤でも発生するが、大きな動脈瘤ほど破裂の危険性が高かった。
    - 3. 前交通動脈、内頸動脈-後交通動脈分岐部の動脈瘤は、中大脳動脈の動脈瘤より、破裂率が約2倍高かった。またこれらの部位の動脈瘤は、比較的小さな物でも破裂率は年0.5%以上であった。
    - 4. 不正な突出（bleb または daughter sac）の存在する動脈瘤は、無い物と比較して、約1.6倍の破裂率であった。

## 治療

### 経過観察
未破裂脳動脈瘤が発見されても、それが破裂するリスクが極めて低いのであれば、経過観察に留める選択肢は充分に現実的な選択である。また、少々の破裂のリスクであれば、直ちに治療は行わず、定期的な経過観察を行い、動脈瘤の性状に変化が起きていないかを確認して、変化が起きてから、初めて治療を行うという選択肢も充分に考えられる。ただし、経過観察を行う場合には、禁煙の実施、大量飲酒習慣の是正、高血圧の治療を行い、動脈瘤の破裂のリスクを低下させる事が普通である。なお、高血圧の治療のために降圧剤を投与すると、それが今度は降圧剤投与によって脳梗塞の誘発など、新たな疾患のリスクを増加させる事なども鑑みて、方針を決定する。なお、喫煙や大量飲酒のような、直ちに取り除けるリスクについては、直ちに取り除く事が求められる。必要に応じて、煙草や酒に対する依存症の治療も行う場合がある。
このようにして脳動脈瘤の破裂のリスクを低下させたうえで、半年か1年毎に画像検査を行う。また、経過観察にて、動脈瘤の拡大・変形、または、動脈瘤に随伴する症状の変化が明らかになった場合は、方針の見直しを行う事が推奨される。

### 外科的処置
一方で、脳動脈瘤の破裂のリスクが高いと判断できた場合には、脳動脈瘤を破裂しないようにするための外科的な処置を実施した方が良い場合がある。特に、平均寿命や基礎疾患などを加味しても、脳動脈瘤の破裂さえ起こらなければ、今後10年や15年は充分に生存しているであろうと考えられる場合には、外科的な処置を選択した方が良い可能性が高まる。

#### クリッピングとコイリング
脳動脈瘤の破裂を防ぐために実施され得る、一般的な外科的な処置としては、開頭手術を行って動脈瘤の根元にクリップを装着して脳内にクリップを残して破裂を防止する「クリッピング」と、適切な場所の血管を切開してカテーテルを脳動脈瘤まで到達させて動脈瘤の内部にカテーテルから詰め物を送り出す「コイリング」が挙げられる。
ISAT試験、CRAT試験では、クリッピングとコイリングの治療法の効果には、大差が無かったとの報告が出された。
したがって、コイリングは、開頭手術と比べれば圧倒的に侵襲が低いため、有利である。さらに、多発性動脈瘤でも、動脈瘤の性状に問題が無ければコイリングが有利である。
しかしながら、動脈瘤の付け根の部分の幅が広い形状の動脈瘤では、コイリングで動脈瘤の内部に充分な詰め物を施し難く、この場合はクリッピングの方が良い場合が出てくる。さらに、巨大動脈瘤にコイリングを施しても、再開通率が高いため不利である。また、動脈瘤が脳組織や脳神経を圧迫して、何らかの症状が出ている場合には、クリッピングで動脈瘤をしぼませた方が良い場合が出てくる。

#### それ以外の外科的処置
侵襲性の低いコイリングが万能ではないように、侵襲性の高いクリッピングも万能ではない。
例えば、脳動脈瘤の根本の部分が非常に広いとか、脳動脈瘤の形状が著しく不整である場合などである。その場合には、動脈瘤に血液を送り込んでいる動脈を閉塞させて、動脈瘤に血圧が付与されないように、いわゆる「親動脈近位部閉塞術（トラッピング）」を行う。ただし、それでは動脈血の供給が絶たれた脳組織に深刻な影響が出ると判断された場合には、血管の移植なども同時に行って、閉塞させた箇所をバイパスする新たな血行路を作成する。
なお、トラッピングすら困難な場合は「動脈瘤被包術（コーディング術、ラッピング術）」などを考慮する。

#### 外科的処置のアフターケア
いずれの方法で治療を行ったとしても、例えば、コイリングなら治療後も不完全閉塞や再発などについての経過観察が必要である。また例えば、クリッピングの場合でも、それが完全に成功したとしても、再発や新生にて、クモ膜下出血が20年間で12%認められるため、経過観察は必要である。したがって、治療を行ったとしても、取り除けるリスクである禁煙などは、継続する。

### 未破裂脳動脈瘤の治療方針の決定法
日本の『脳卒中ガイドライン2009』『脳ドックガイドライン2008』によれば、以下が推奨されている。
1. 未破裂脳動脈瘤が発見された場合、患者の背景因子、病変の特徴、未破裂脳動脈瘤の自然歴、および施設や術者の治療成績を勘案して、治療の適応を検討する。
2. 未破裂脳動脈瘤の自然歴（破裂リスク）から考察すれば、原則として、患者の余命が10-15年以上ある場合に、下記の病変について治療を検討する。
  - 大きさ5-7 mm以上の未破裂脳動脈瘤。
  - 5 mm未満であっても、破裂の危険性が高いと推測される動脈瘤（症候性の物、多発性、後方循環、前交通動脈、内頸動脈―後交通動脈分岐部の動脈瘤、不規則な形状、ブレブの存在）。
  - その他の危険因子として、サイズが大きい物、高齢、女性、クモ膜下出血の既往、クモ膜下出血の家族歴、喫煙、高血圧、が挙げられる。この中で、すぐにでも無くせるリスクは喫煙であり、したがって、禁煙が求められる。